# Pelegrin Tarragon
Pelegrin Tarragon — латвийский сверхлегкий самолёт производства Pelegrin Limited из Адажи, представленный в 2010 году. Названный в честь травы эстрагон.

## Разработка
Разработан на базе самолёта Millennium Master после того, как его производитель обанкротился. Tarragon был разработан компанией Pelegrin совместно с CFM Air. Самолёт представляет собой классический поршневой моноплан, оснащённый консольным низким крылом, закрытой кабиной с двумя сиденьями, убирающимся трехопорным шасси и одним двигателем с тянущим винтом. Корпус изготовлен из углеродного волокна. В середине 2014 года ожидалась латвийская сертификация на сверхлегкий вес. В 2020 году был установлен неофициальный мировой рекорд скорости для сверхлегких самолетов — 402 км/ч.

## Производство
С 2012 года сверхлёгкие самолеты Tarragon производятся на предприятии «Pelegrin» на территории Рижского Свободного порта на Мангальсале. Член правления компании Айварс Лейетис: «В 2012 году начались работы по проектированию самолета Tarragon, в 2014 году был изготовлен первый его прототип. Год назад мы переместили производство из Адажи на территорию Рижского порта, где были доступны более просторные помещения и необходимая инфраструктура»[источник?].Произведены десятки самолетов «Tarragon», находящиеся на вооружении Италии, Германии, Швейцарии, США и Мексики.
Большая часть деталей самолета Tarragon проектируется и изготавливается на производственном участке компании на территории Рижского Свободного порта, производственный процесс основан на знаниях и навыках местных специалистов. В качестве примера Айварс Лейетис демонстрирует шасси самолёта: «Tarragon относится к так называемым „complex aircraft“, так как они имеют регулируемый шаг винта и убирающееся шасси. Каждая часть этого сложного шасси проектируется, изготавливается и собирается на месте в нашей компании. Наши специалисты также постоянно следят за разработкой новых технологий материалов, чтобы сделать Tarragon более быстрым, легким, безопасным и долговечным».
Кроме того, в процессе производства воздушных судов Tarragon участвуют две компании, работающие в Рижском Свободном порту, — производитель самолётов «Pelegrin» сотрудничает с производителем композитных лодок и SUP-досок «Prestol», производственный участок которого расположен недалеко от Мангальсалы.

## Лётно-технические характеристики
Источник данных: Управление Рижского Свободного порта

Технические характеристики
- Экипаж: 1 или 2 человека
- Длина: 7,53 м
- Высота: 2,49 м
- Масса пустого: 400 кг
- Нормальная взлётная масса: 600 кг

Лётные характеристики
- Максимальная скорость: 310 км/ч
- Скорость сваливания: 65 км/ч